# Fort Ardietti

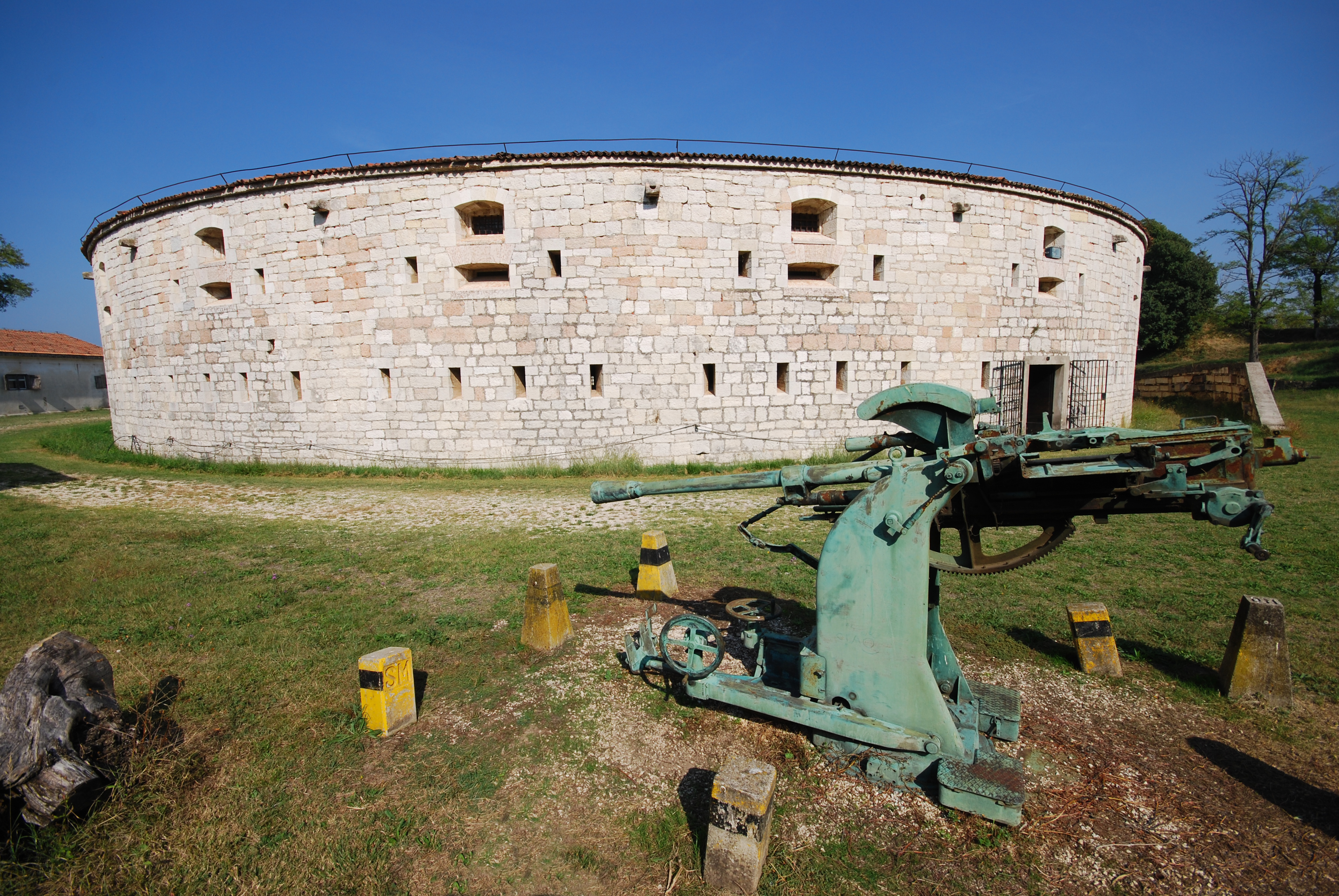
Fort Ardietti, regio Veneto

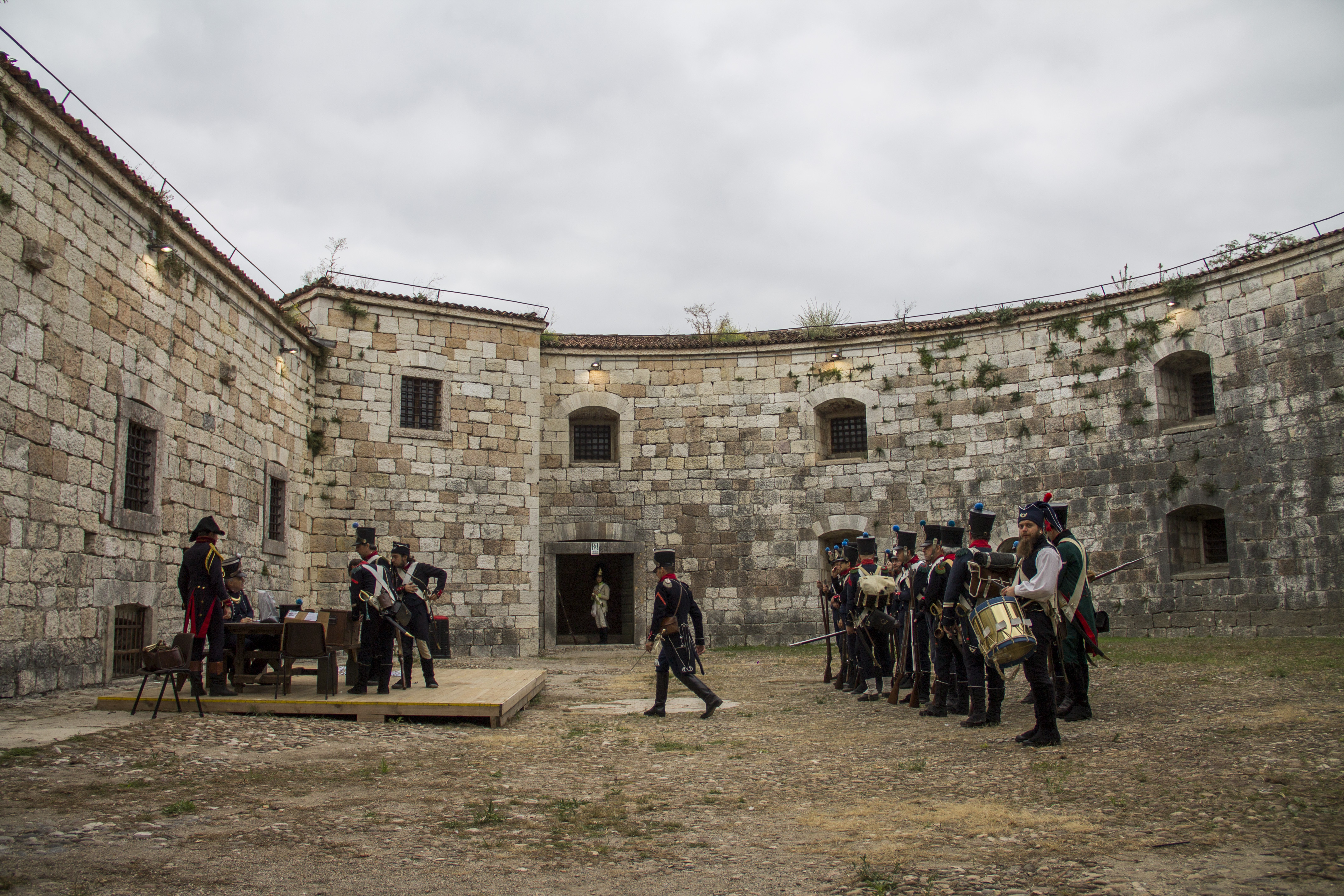
Gekostumeerde enscenering

Het Fort Ardietti ligt in de Noord-Italiaanse gemeente Peschiera del Garda, een gemeente in de regio Veneto. Het fort ligt buiten het centrum van Peschiera del Garda, langs de weg naar de stad Mantua.

## Historiek
Het werd gebouwd in de jaren 1850 en beëindigd in het jaar 1860 door de Oostenrijkers. Veneto behoorde toen tot het Oostenrijks koninkrijk Lombardije-Venetië. Het Fort Ardietti behoorde tot een excentrische verdedigingsgordel ver buiten Verona, naast andere bouwwerken die dichter bij Verona gelegen waren.
Het fort is gebouwd in U-vorm met de curve van de U naar het zuiden gericht. Het bevat kazematten, ondergrondse galerijen, munitiedepots en artillerieschietgaten. Midden in het fort ligt er een plein. Rondom het fort werd een gracht gegraven. Het fort werd niet gebruikt tijdens de Tweede Italiaanse Onafhankelijkheidsoorlog (1859) want de Oostenrijkers hadden het fort nog niet gebruiksklaar.
Tijdens de Tweede Wereldoorlog gebruikte het Italiaanse leger het Fort Ardietti om er bovenop luchtafweergeschut te installeren; een onderdeel hiervan is te bezichtigen naast het fort. Na de oorlog gebruikte het Italiaanse leger het tijdelijk nog als wapendepot.
Sindsdan ligt Fort Ardietti er verwaarloosd bij. Occasioneel worden er historische opvoeringen met oude Oostenrijkse uniformen gehouden.